# 周建军 (装卸工人)
周建军（1969年8月—），山东栖霞人，汉族，中国共产党党员。中华人民共和国政治人物、第十三届全国人民代表大会山东省代表。

## 生平
2018年，周建军被选为山东省出席第十三届全国人民代表大会代表。